# NGC 7515
NGC 7515 је спирална галаксија у сазвежђу Пегаз која се налази на NGC листи објеката дубоког неба.
Деклинација објекта је + 12° 40' 47" а ректасцензија 23h 12m 48,6s. Привидна величина (магнитуда) објекта NGC 7515 износи 12,5 а фотографска магнитуда 13,2. NGC 7515 је још познат и под ознакама UGC 12418, MCG 2-59-8, CGCG 431-15, NPM1G +12.0583, IRAS 23103+1224, PGC 70699.